# 浦之崎站

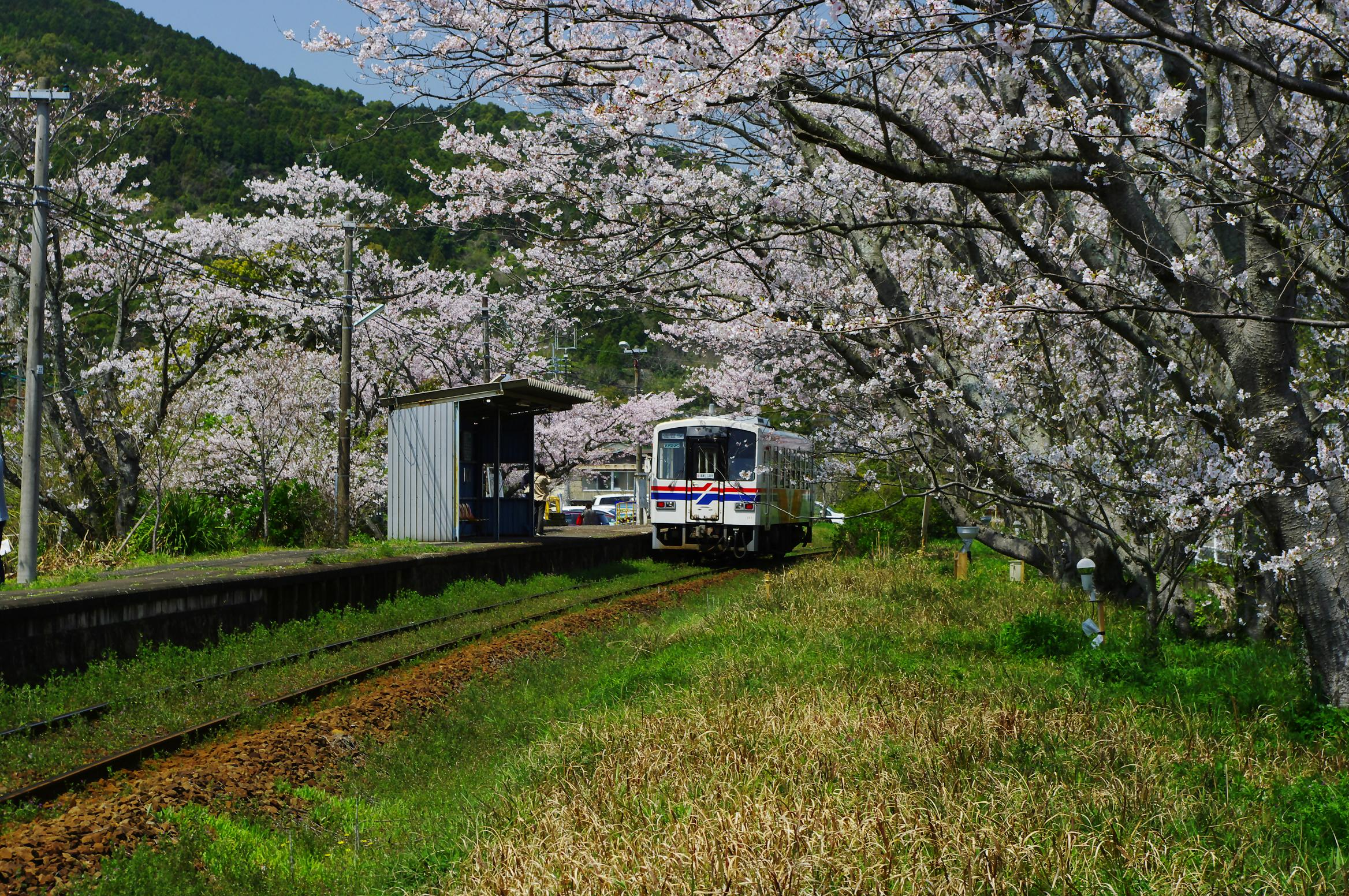
櫻花盛花時候與松浦鐵道列車

浦之崎站（日语：／ Uranosaki eki */?）是位於佐賀縣伊萬里市山代町立岩，松浦鐵道的西九州線車站。在國鐵時代，車站最接近浦之崎港，該處設有渡輪服務前往福島，也是急行「平戶」停車站。
站內種植了許多櫻花樹，因此設有愛稱「櫻之站」。當地居民組成了「浦之崎站櫻保存會」，進行保養樹木。在櫻花盛開時期會有鐵路迷和拍影愛好者前往此站，該處也會舉行「櫻之站節」。

## 歷史
- 1930年（昭和5年）10月1日 - 車站啟用。
- 1987年（昭和62年）4月1日 - 伴隨國鐵分割民營化，車站由九州旅客鐵道（JR九州）營運[3][4][5]，成為JR九州松浦線車站。
- 1988年（昭和63年）4月1日 - 松浦鐵道接管松浦線，成為松浦鐵道西九州線車站。
- 2013年（平成25年）3月31日 - 在站名牌中標記了「櫻之站」的愛稱[6]。

## 車站構造
車站是一座地面車站，設有1面1線的單式月台。此站是無人車站，曾經設有木造車站大樓，現時沒有車站大樓，只有候車室、廁所和公共電話。

## 使用狀況
以下為1日平均乘車人次列表：
| 乘車人員變化 | 乘車人員變化 |
| 年度         | 1日平均人次  |
| ------------ | ------------ |
| 1998         | 148          |
| 1999         | 122          |
| 2000         | 109          |
| 2001         | 117          |
| 2002         | 102          |
| 2003         | 109          |
| 2004         | 103          |
| 2005         | 86           |
| 2006         | 66           |
| 2007         | 65           |
| 2008         | 57           |
| 2009         | 53           |
| 2010         | 53           |
| 2011         | 53           |
| 2012         | 53           |
| 2013         | 43           |
| 2014         | 43           |
| 2015         | 44           |
| 2016         | 39           |
| 2017         | 40           |
|              |              |
| 2022         | 28           |

## 相鄰車站
松浦鐵道
西九州線
波瀨－浦之崎－福島口

## 外部連結
- 浦之崎站時間表 （页面存档备份，存于）（日語） - 松浦鐵道
- YouTube上的浦之崎站　櫻之隧道[Hi-res/4K SAGA] Uranosaki Station Sakura tunnel（佐賀縣觀光聯盟提供，2016年5月1日公開）